# Robert Sarrazac
 (octobre 2021).
Si vous disposez d'ouvrages ou d'articles de référence ou si vous connaissez des sites web de qualité traitant du thème abordé ici, merci de compléter l'article en donnant les références utiles à sa vérifiabilité et en les liant à la section « Notes et références ».
Pour les articles homonymes, voir Soulage.
Robert Soulage, né le 9 juin 1913 à Montaut (France) et mort le 10 août 2006 à Saint-Georges-sur-Cher, est un résistant français, principalement sous les noms de Robert Sarrazac et de Lagarde, et l'un des fondateurs du mouvement des Citoyens du Monde.

## Jeunesse
Il prépare une carrière d'instituteur en rejoignant l'École normale d'instituteurs de Périgueux. Il fait son service militaire en tant qu'Élève officier de réserve, dans la compagnie du lieutenant Henri Frenay, avec qui il se lie d'amitié. Il décide de s'engager pour deux années complémentaires où il mêle armée et enseignement en participant à l'instruction militaire.
Robert Soulage, à sa sortie, s'embarque pour le Tonkin le 11 novembre 1938, où il reste jusqu'en 1941, il arrive en métropole le 6 juin 1941.

## Résistance
À Lyon, il rencontre Henri Frenay et découvre la défaite, la collaboration, la mentalité de l'époque. Il demande à plusieurs reprises de quitter l'armée, mais ne l'obtient que le 15 avril 1942.
Il s'occupe alors à encadrer des officiers démobilisés. Constatant, à la toute fin 1942 que des jeunes hommes prennent le maquis pour éviter le STO, Soulage souhaite instruire ces jeunes maquisards, d'en faire une machine de guerre. Il prend le nom de Sarrazac (du nom d'une commune de Dordogne). Il crée alors le Service national des écoles de cadres des maquis-écoles, et appelle ses anciens amis officiers à quitter Vichy.
Le 1er mars 1943 son réseau devient Périclès qui créé des maquis école et des maquis d'accueil. Le réseau forme des équipes volantes et essaime dans les différents maquis.
Robert Sarrazac est arrêté le 15 janvier 1944. Sous la torture, il avoue un rendez-vous fictif à la station de métro Opéra. Il profite de la tentative des Allemands de capturer ses contacts pour s'enfuir. Il reprend ses activités de résistance, et continue à organiser les maquis.
Il participe ensuite à la libération, en profitant de parachutages d'armes. Ses hommes deviennent petit à petit de vrais soldats.
Henri Frenay, devenu ministre l'appelle à son cabinet. Il est alors le lieutenant-colonel Lagarde. Quand il quitte ses hommes, il laisse un régiment de 1 300 hommes formés au combat.
Au ministère il dirige le « service information Allemagne », chargé de l'information des nombreux prisonniers de guerre qui reviennent en France.

## Citoyen du Monde
En 1947, Robert Sarrazac, fonde avec deux amis, le « Centre de Recherches et d'Expression Mondialiste » et initie un réseau d'une vingtaine de camarades : « Le Front Humain des Citoyens du Monde ».
En 1949, à son initiative, (associé à un instituteur Émile Baynac, et à celle de personnalités du Lot et de Cahors), Cahors, chef-lieu du département français du Lot, rebaptisé Cahors Mundi, se déclare ville citoyenne du monde. L'année suivante, les 24 et 25 juin 1950, Cahors fêtera en grande pompe ce premier anniversaire en présence du prix Nobel de la Paix 1949, l'Écossais Lord Boyd Orr, fondateur de la FAO à l'ONU. André Breton participe aux festivités organisées près du monument médiéval, le pont Valentré.

## Articles annexes
- Citoyens du Monde (association)